# Sentier de grande randonnée de pays Sur les pas des Maîtres Sonneurs
Le sentier de grande randonnée de pays Sur les pas des Maîtres Sonneurs est un itinéraire pédestre (GRP), long d’environ 190 km, qui parcourt les départements de l'Indre, du Cher, de l'Allier et de la Creuse.
Il a pour point de départ et d'arrivée La Châtre et il forme une boucle en passant par : Châteaumeillant, Huriel et Préveranges.
Ce sentier suit l'itinéraire initiatique des sonneurs de cornemuses décrit par George Sand dans son roman Les Maîtres sonneurs.

## Géographie
Le sentier traverse les départements de l'Indre, du Cher, de l'Allier et de la Creuse.
Son altitude maximale est à Archignat (567 m) et sont altitude minimale est à Nohant-Vic (175 m).
Il croise ou borde les cours d'eau suivants : Indre, Igneraie, Sinaise, Arnon et Magieure.

## Itinéraire

### Communes traversées
| Nom                     | Code Insee | Intercommunalité                 | Superficie (km2) | Population (dernière pop. légale) | Densité (hab./km2) |
| ----------------------- | ---------- | -------------------------------- | ---------------- | --------------------------------- | ------------------ |
| Archignat               | 03005      | CC du Pays d'Huriel              | 24,35            | 336 (2022)                        | 14                 |
| La Berthenoux           | 36017      | CC de La Châtre et Sainte-Sévère | 39,82            | 361 (2022)                        | 9,1                |
| Briantes                | 36025      | CC de La Châtre et Sainte-Sévère | 23,12            | 596 (2022)                        | 26                 |
| Chambérat               | 03051      | CC du Pays d'Huriel              | 28,37            | 279 (2022)                        | 9,8                |
| Champillet              | 36038      | CC de La Châtre et Sainte-Sévère | 6,94             | 126 (2022)                        | 18                 |
| Châteaumeillant         | 18057      | CC Berry Grand Sud               | 42,48            | 1 666 (2022)                      | 39                 |
| La Châtre               | 36046      | CC de La Châtre et Sainte-Sévère | 6,06             | 4 038 (2022)                      | 666                |
| Huriel                  | 03128      | CC du Pays d'Huriel              | 34,92            | 2 568 (2022)                      | 74                 |
| Lacs                    | 36091      | CC de La Châtre et Sainte-Sévère | 13,46            | 655 (2022)                        | 49                 |
| Mesples                 | 03172      | CC du Pays d'Huriel              | 15,3             | 125 (2022)                        | 8,2                |
| Montgivray              | 36127      | CC de La Châtre et Sainte-Sévère | 25,48            | 1 557 (2022)                      | 61                 |
| Montlevicq              | 36130      | CC de La Châtre et Sainte-Sévère | 18,79            | 106 (2022)                        | 5,6                |
| La Motte-Feuilly        | 36132      | CC de La Châtre et Sainte-Sévère | 5,68             | 74 (2022)                         | 13                 |
| Nohant-Vic              | 36143      | CC de La Châtre et Sainte-Sévère | 21,25            | 451 (2022)                        | 21                 |
| Pérassay                | 36156      | CC de La Châtre et Sainte-Sévère | 24,19            | 415 (2022)                        | 17                 |
| Pouligny-Notre-Dame     | 36163      | CC de La Châtre et Sainte-Sévère | 33,75            | 641 (2022)                        | 19                 |
| Pouligny-Saint-Martin   | 36164      | CC de La Châtre et Sainte-Sévère | 15,66            | 232 (2022)                        | 15                 |
| Préveranges             | 18187      | CC Berry Grand Sud               | 38,16            | 522 (2022)                        | 14                 |
| Saint-Chartier          | 36184      | CC de La Châtre et Sainte-Sévère | 27,52            | 465 (2022)                        | 17                 |
| Saint-Marien            | 23213      | CC Creuse Confluence             | 12,78            | 199 (2022)                        | 16                 |
| Saint-Palais            | 03249      | CC du Pays d'Huriel              | 20,3             | 157 (2022)                        | 7,7                |
| Saint-Priest-la-Marche  | 18232      | CC Berry Grand Sud               | 20,33            | 249 (2022)                        | 12                 |
| Saint-Saturnin          | 18234      | CC Berry Grand Sud               | 39,04            | 440 (2022)                        | 11                 |
| Saint-Sauvier           | 03259      | CC du Pays d'Huriel              | 31,47            | 324 (2022)                        | 10                 |
| Saint-Éloy-d'Allier     | 03228      | CC du Pays d'Huriel              | 12,83            | 56 (2022)                         | 4,4                |
| Sainte-Sévère-sur-Indre | 36208      | CC de La Châtre et Sainte-Sévère | 26,03            | 775 (2022)                        | 30                 |
| Sazeray                 | 36214      | CC de La Châtre et Sainte-Sévère | 22,69            | 296 (2022)                        | 13                 |
| Sidiailles              | 18252      | CC Berry Grand Sud               | 31,96            | 295 (2022)                        | 9,2                |
| Thevet-Saint-Julien     | 36221      | CC de La Châtre et Sainte-Sévère | 30,94            | 395 (2022)                        | 13                 |
| Treignat                | 03288      | CC du Pays d'Huriel              | 28,94            | 416 (2022)                        | 14                 |
| Urciers                 | 36227      | CC de La Châtre et Sainte-Sévère | 19,02            | 239 (2022)                        | 13                 |
| Verneuil-sur-Igneraie   | 36234      | CC de La Châtre et Sainte-Sévère | 9,84             | 343 (2022)                        | 35                 |
| Vigoulant               | 36238      | CC de La Châtre et Sainte-Sévère | 9,71             | 99 (2022)                         | 10                 |
| Viplaix                 | 03317      | CC du Pays d'Huriel              | 30,4             | 293 (2022)                        | 9,6                |

### Descriptif

#### La Châtre à La Berthenoux

Le balisage du GRP

Le parcours fait une longueur de 18 km soit 4 h 30, avec un dénivelé de 220 m.

#### La Berthenoux à La Motte-Feuilly
Le parcours fait une longueur de 19 km soit 4 h 45, avec un dénivelé de 168 m.

#### La Motte-Feuilly à Châteaumeillant
Le parcours fait une longueur de 16 km soit 4 h, avec un dénivelé de 170 m.

#### Châteaumeillant à Rancier
Le parcours fait une longueur de 16 km soit 4 h 10, avec un dénivelé de 362 m.

#### Rancier à Mesples
Le parcours fait une longueur de 19 km soit 5 h, avec un dénivelé de 388 m.

#### Mesples à Huriel
Le parcours fait une longueur de 17 km soit 4 h 30, avec un dénivelé de 258 m.

#### Huriel à Prèveranges
Le parcours fait une longueur de 30 km soit 7 h 30, avec un dénivelé de 454 m.

#### Préveranges à Pérassay
Le parcours fait une longueur de 20 km soit 5 h, avec un dénivelé de 367 m.

#### Pérassay à Ligny
Le parcours fait une longueur de 15 km soit 4 h, avec un dénivelé de 357 m.

#### Ligny à La Châtre
Le parcours fait une longueur de 21 km soit 5 h 20, avec un dénivelé de 260 m.

### Passerelles
- La Motte Feuilly à Sainte-Sévère-sur-Indre (9,5 km / 2 h 25 / 79 m de dénivelé) [8] ;
- Croix Cordeau à Préveranges (9 km / 2 h 15 / 264 m de dénivelé)[9].

#### Liaisons avec d'autres sentiers
Le GRP croise ou se confond avec les sentiers suivants :
- GR 41[11] ;
- GR 46[12] ;
- GR 654[13] ;
- PR George Sand et le Patrimoine ;
- PR Terre d'artistes ;
- PR Jour de fête ;
- PR Terroirs et tradition ;
- PR Vallée de la Couarde ;
- PR Par les rues de La Châtre ;
- PR Le moulin d'Angibault ;
- PR Nohant village champêtre ;
- PR Le vignoble de Chateaumeillant ;
- PR Le tour du lac de Sidiailles ;
- PR Autour de Villeneuve ;
- PR La source de l'Indre ;
- PR La Roche-Guillebaud ;
- PR Les côtes de la Meuzelle ;
- PR L'ancien vignoble d'Huriel ;
- PR Les étangs de Treignat.

## Tourisme
| Communes                | Lieux touristiques |
| ----------------------- | --- |

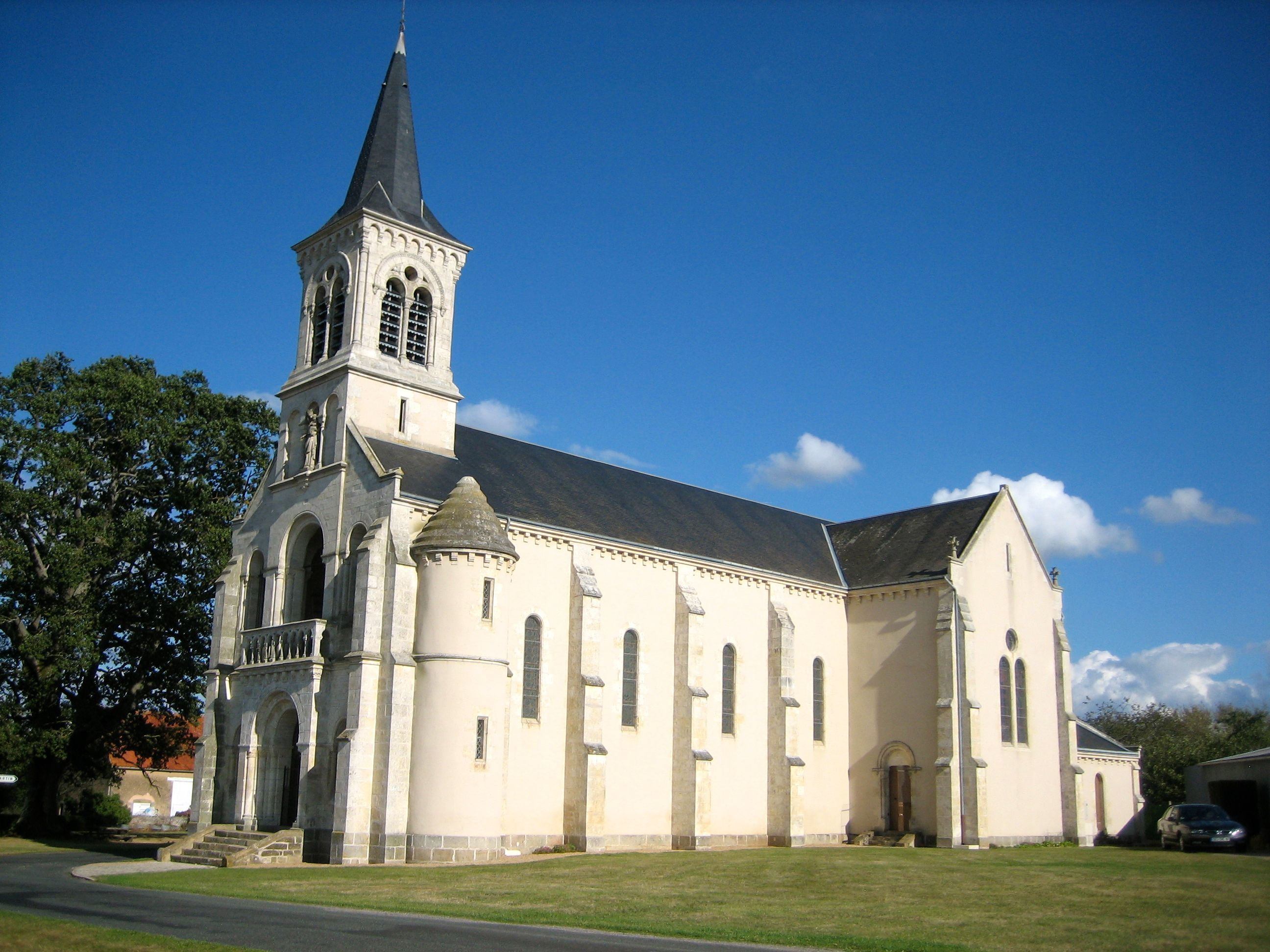
La chapelle Notre-Dame de Vaudouan de Briantes en 2012.

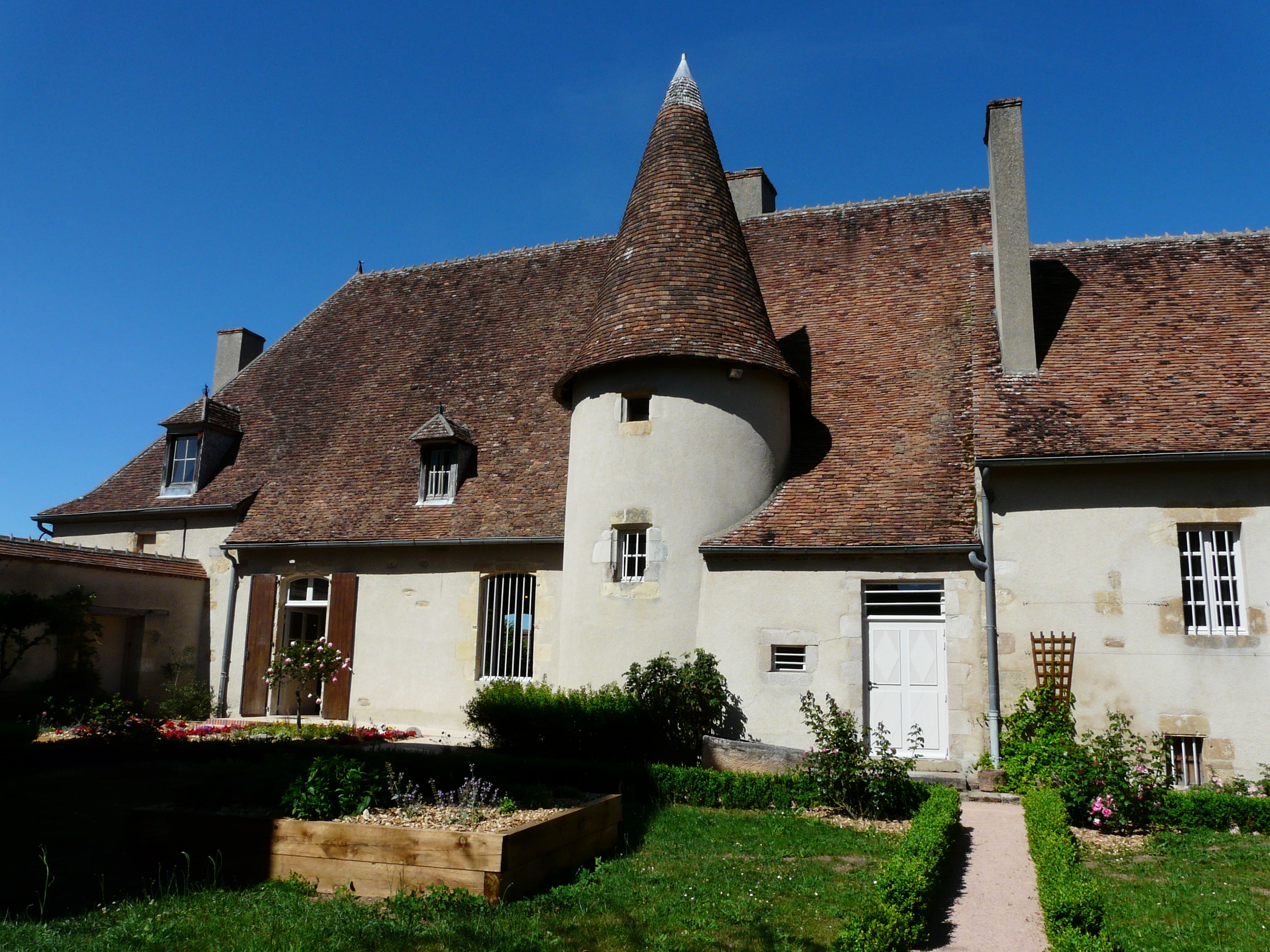
Le musée Émile-Chénon de Châteaumeillant.

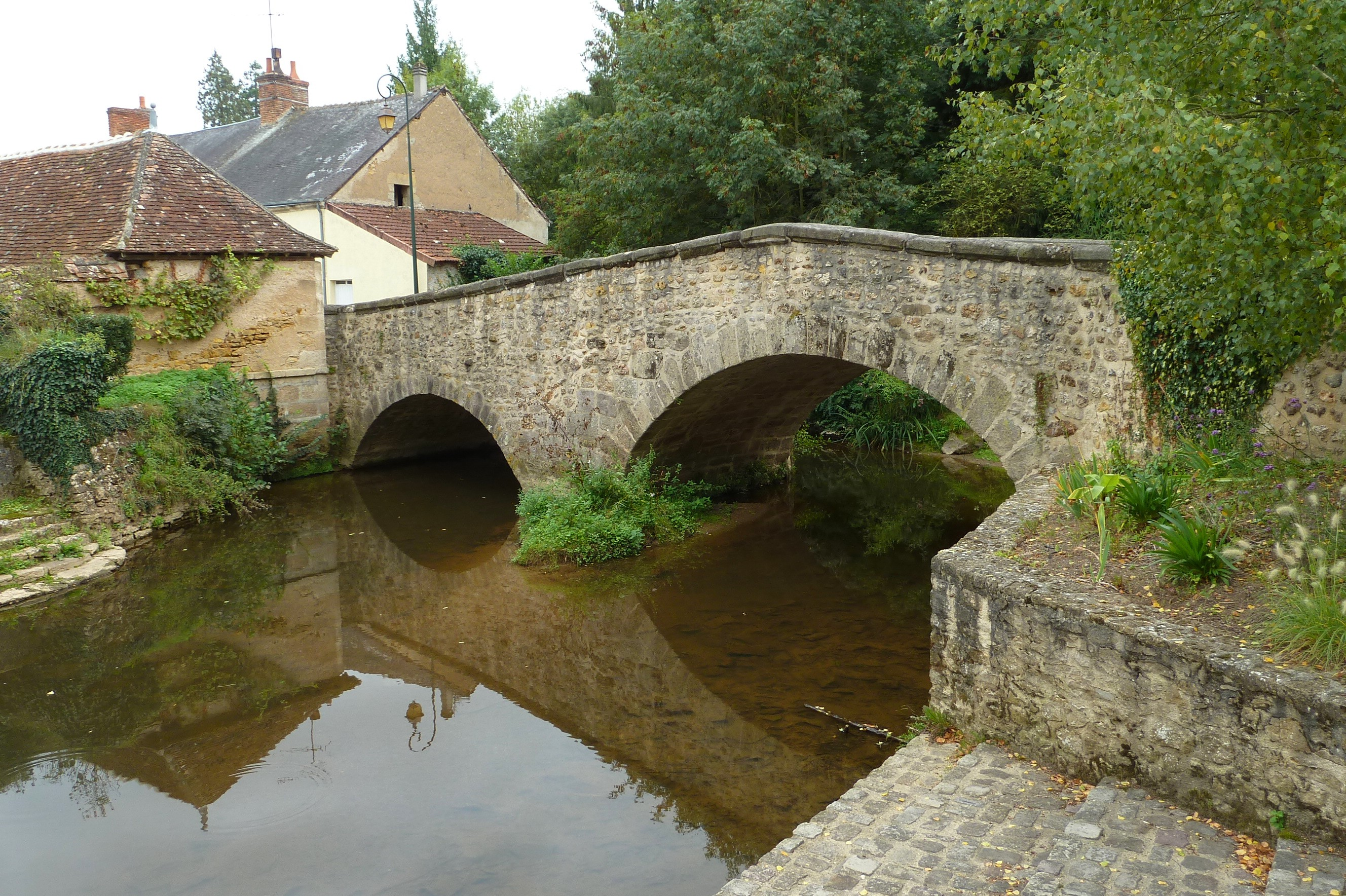
Le pont aux laies de La Châtre en 2011.

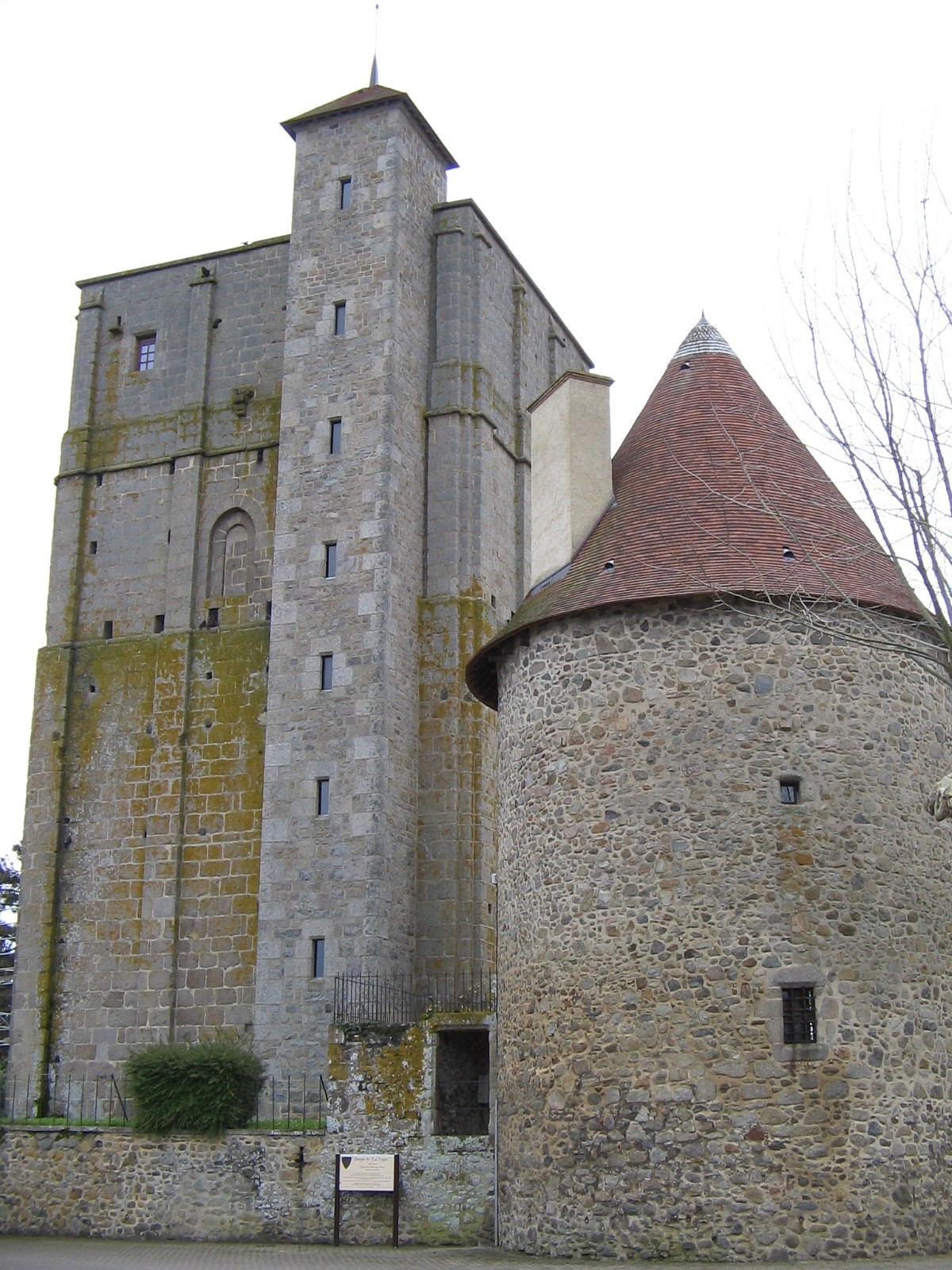
Le donjon de la Toque à Huriel, en 2008.

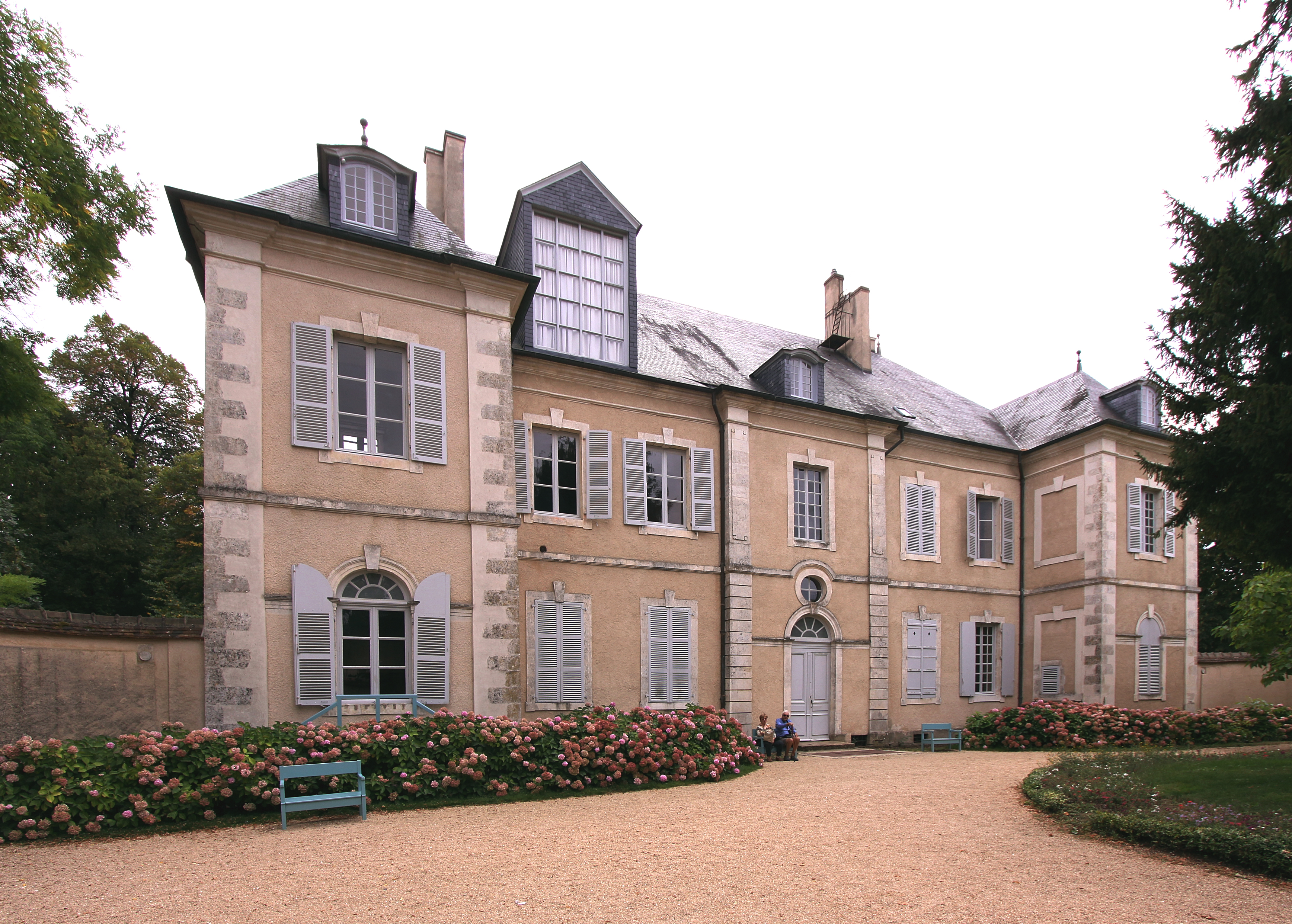
Le domaine de George Sand à Nohant-Vic, en 2009.

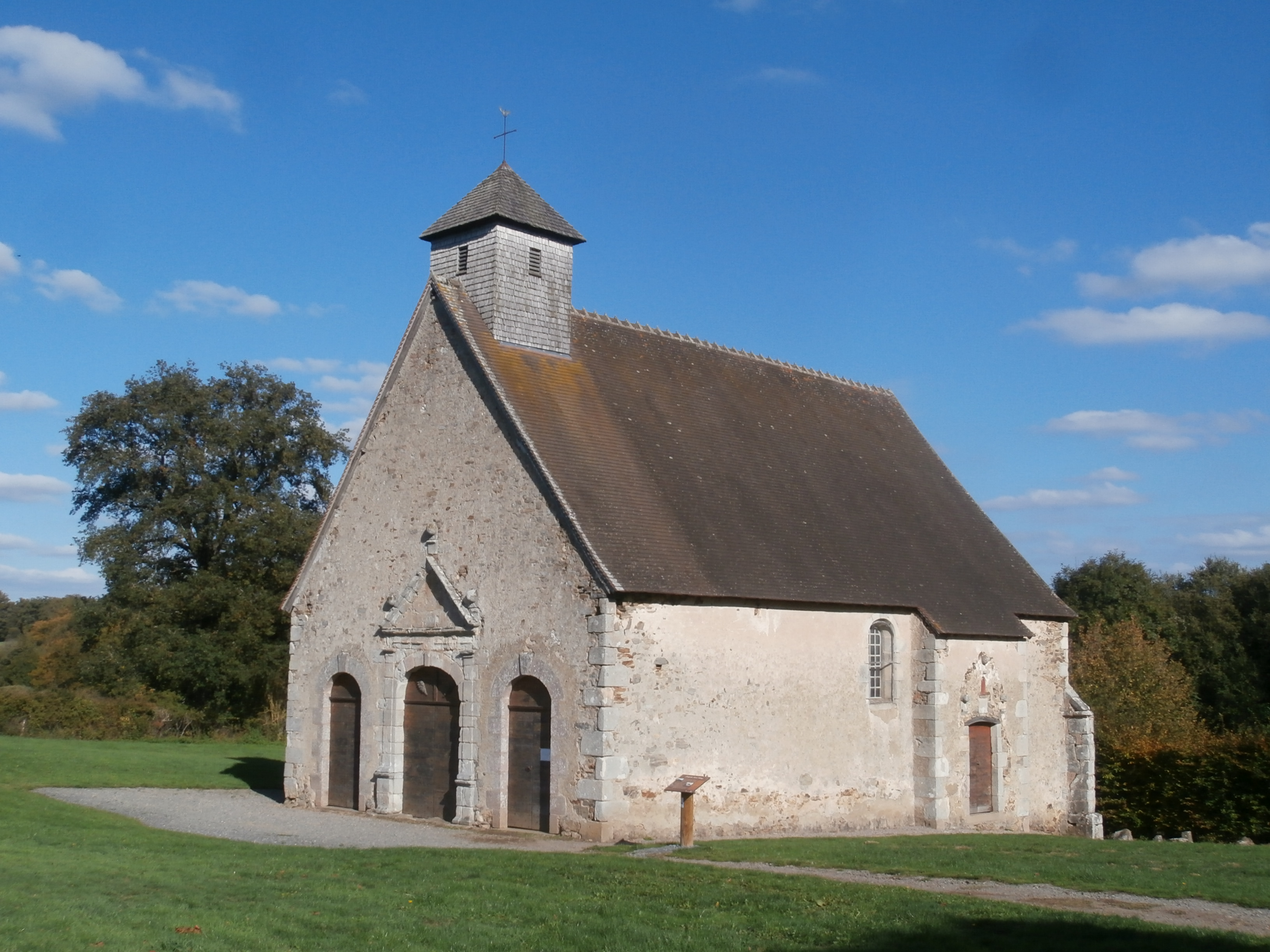
La chapelle Saint-Rémy de Saint-Sauvier en 2015.

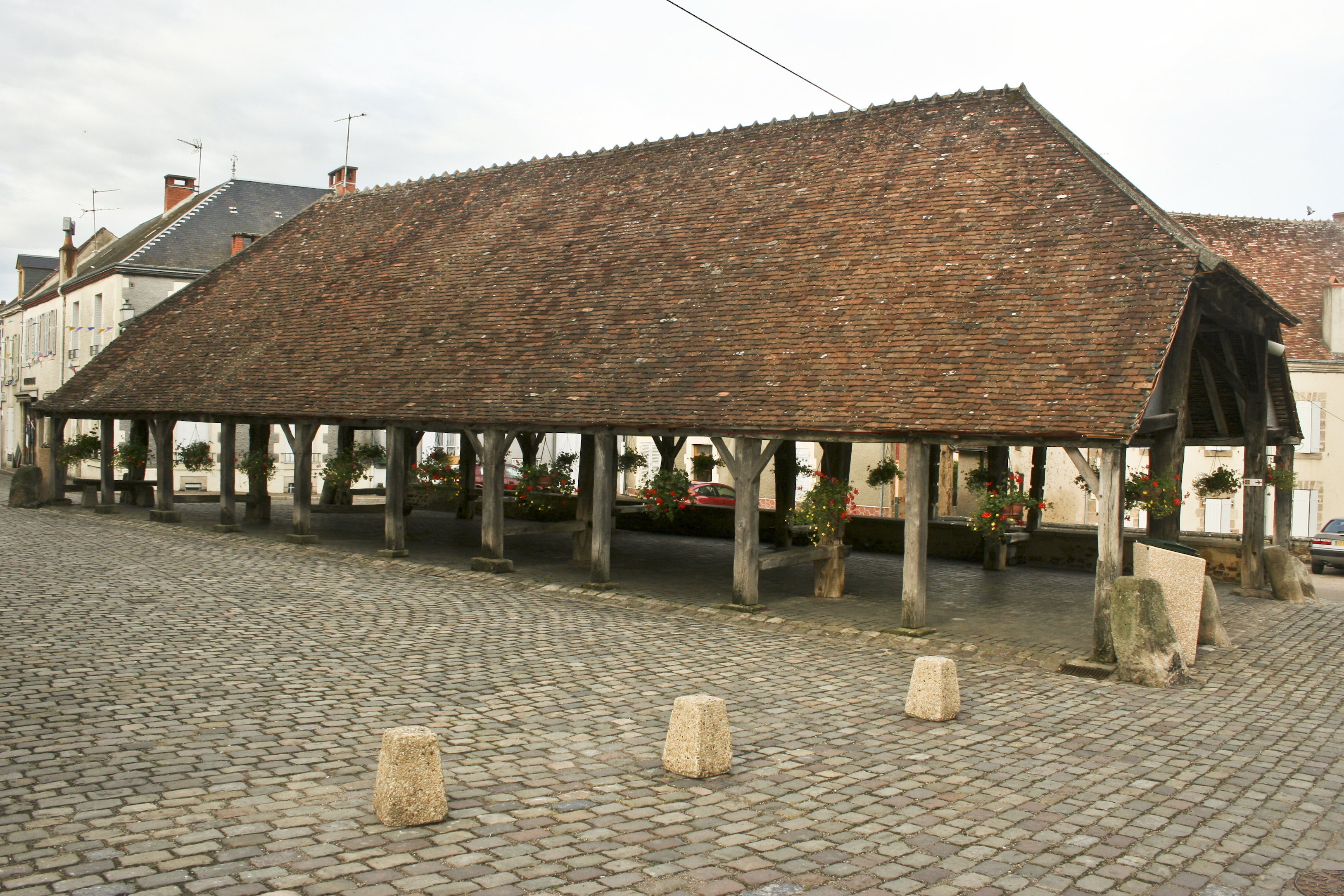
La halle de Sainte-Sévère-sur-Indre en 2009.

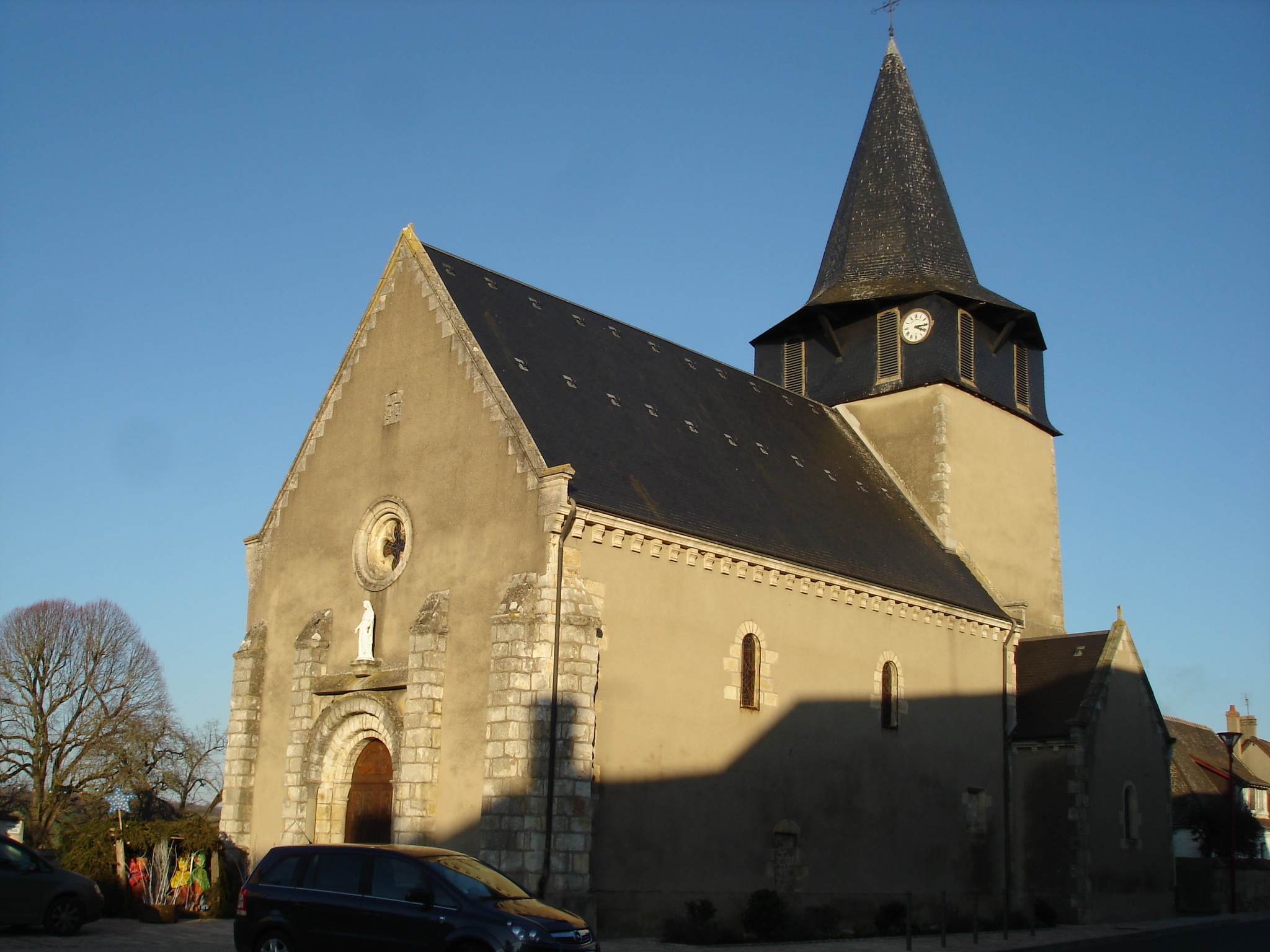
L'église Saint-Martin de Thevet-Saint-Julien en 2012.

| Archignat               | Église Saint-Sulpice Église Saint-Pardoux d'Archignat Pierres Girauds Pierres du Plaids Croix des Âges |
| La Berthenoux           | Église Notre-Dame (XIIe siècle) Tour ronde |
| Briantes                | Château de Montveillé (XIXe siècle) Château du Virolan (XIXe siècle) Château du Bois Doré Église Saint-Aignan Chapelle Notre-Dame de Vaudouan                                                                     |
| Chambérat               | Église Saint-Joseph |
| Champillet              | Église Saint-Pierre |
| Châteaumeillant         | Église Saint-Genès Église Notre-Dame-la-Petite Musée Émile-Chénon Musée des métiers anciens Oppidum |
| La Châtre               | Château de La Châtre Église Saint-Germain Chapelle-fontaine Sainte-Radegonde dite la Grand Font Hôtel de Villaines Couvent des Carmes Pont aux laies Musée George-Sand et de la Vallée Noire Théâtre Maurice Sand |
| Huriel                  | Église Notre-Dame Donjon de la Toque Pont de Courtioux |
| Lacs                    | Église Saint-Martin |
| Mesples                 | Église Saint-Pardoux |
| Montgivray              | Château néo-gothique Église Saint-Saturnin Vieux pont |
| Montlevicq              | Château de Montlevicq Église Saint-Pierre |
| La Motte-Feuilly        | Château de Charlotte d'Albret Église Saint-Hilaire |
| Nohant-Vic              | Église Saint-Martin Église Sainte-Anne Domaine de George Sand |
| Pérassay                | Château de Pérassay Église romane |
| Pouligny-Notre-Dame     | Château Église |
| Pouligny-Saint-Martin   | Église |
| Préveranges             | Église Saint-Martin Croix de chemin |
| Saint-Chartier          | Château de Saint-Chartier Église paroissiale (XIIe siècle) Chapelle Barbault Fontaine de la Vierge |
| Saint-Marien            | Église Ancienne gare avec marquise et lampisterie Vestiges du Château Breton |
| Saint-Palais            | Église Saint-Palais |
| Saint-Priest-la-Marche  | Église |
| Saint-Saturnin          | Église |
| Saint-Sauvier           | Église Saint-Salvère du XIIIe siècle Chapelle et fontaine de Saint-Rémy Musée Sherlock Holmes de France |
| Saint-Éloy-d'Allier     | Château de la Roche Guillebaud Église Saint-Éloy |
| Sainte-Sévère-sur-Indre | Château Donjon Église Sainte-Sévère Porte du Marché Halle Maisons |
| Sazeray                 | Château de Lavaubonneuil (XVe siècle) Château du Mont (XVe siècle) Vestiges du château de Lavaupilière (XVe siècle) Église Saint-Martin Moulins et vestiges de moulins (XVe et XIXe siècles)                      |
| Sidiailles              | Église Vestiges de l'ancienne abbaye des Pierres |
| Thevet-Saint-Julien     | Église Saint-Martin Musée des Racines |
| Treignat                | Église Saint-Gervais Musée de la mob' Étang d'Herculat |
| Urciers                 | Église |
| Verneuil-sur-Igneraie   | Château du Coudray Église Poteries de la Vallée Noire |
| Vigoulant               | Monument aux morts |
| Viplaix                 | Église Saint-Martin |